# Coline Malice
Coline Malice (Elsene, 7 februari 1977), de artiestennaam  van Céline Schepens, is een Belgische singer-songwriter, muzikante en kunstschilder.

## Biografie
Coline Malice is de dochter van Eddy Schepens, professor in de pedagogische wetenschappen, en Martine Legros, onderwijzeres in het lager onderwijs, en bracht haar jeugd door in Brussel. Ze studeerde Toegepaste Communicatie aan het IHECS en behaalde een Master in Voortgezette Opleiding en Socio-Culturele Animatie.
Haar debuutalbum Petits moments kwam uit in 2008, het jaar dat ze België verliet om zich in de Auvergne te vestigen.
Zeven jaar lang werkte ze samen met Yannick Chambre, met wie ze twee albums uitbracht, Clandestine in 2008 en Les nouveaux riches in 2014.
Coline Malice is een geëngageerde zangeres, vooral als het gaat om de verdediging van vrouwenrechten. Je kunt haar horen zingen aan de zijde van Anne Sylvestre, Irène Kaufer en Diane Tell.

## Discografie
- 2008: Petits moments
- 2011: Clandestine
- 2013: Drôle de Marionnette
- 2014: Les nouveaux riches
- 2017: On n'est pas des princesses
- 2019: Esquisse d'un monde amélioré